# Franciszków (Wołomin)
Pour les articles homonymes, voir Franciszków.

Franciszków (prononciation : [franˈt͡ɕiʂkuf]) est un village polonais de la gmina de Tłuszcz dans le powiat de Wołomin de la voïvodie de Mazovie dans le centre-est de la Pologne.
Il est situé à environ 6 kilomètres au sud de Tłuszcz (siège de la gmina), 17 kilomètres à l'est de Wołomin (siège du powiat), et 37 kilomètres au nord-est de Varsovie (capitale de la Pologne).

## Histoire
De 1975 à 1998, le village appartenait administrativement à la voïvodie d'Ostrołęka.